# Gran Premio degli Stati Uniti d'America-Ovest 1983
Il Gran Premio degli Stati Uniti d'America-Ovest 1983 è stata la seconda prova della stagione 1983 del Campionato mondiale di Formula 1. Si è corsa domenica 27 marzo 1983 sul Circuito di Long Beach. La gara è stata vinta dal britannico John Watson su McLaren-Ford Cosworth; per il vincitore si trattò del quinto, e ultimo, successo nel mondiale. Ha preceduto sul traguardo l'austriaco Niki Lauda, anch'egli su McLaren-Ford Cosworth, e il francese René Arnoux su Ferrari.
John Watson vinse la gara partendo dal ventiduesimo posto; ciò rappresenta un record ancora imbattuto nella storia del mondiale di Formula 1, quale partenza più arretrata per un vincitore di un gran premio. Niki Lauda, giunto secondo, partì invece dalla ventitreesima piazzola.

## Vigilia

### Aspetti tecnici
Il circuito venne nuovamente modificato e, rispetto alle alterazioni del 1982, in maniera molto più profonda. Il tratto dopo il via rimase inalterato ma, dopo la curva 5, si abbandonò il tratto sull'Ocean Boulevard, girando su Pine Avenue,  passando sotto lo Hyatt Hotel e il Convention Center seguendo poi la Seaside Way, parallela all'Ocean Boulevard, e riprendendo il vecchio tracciato dopo la curva 9. La curva 12 venne modificata per permettere una migliore entrata nei nuovi box, ora posti sulla Bridgestone Bend. Sempre su questo punto, da questa edizione, veniva dato sia il via che la bandiera a scacchi (l'arrivo era prima posto sull'Ocean Boulevard). Ciò consentiva di evitare i forti saliscendi che caratterizzavano la vecchia versione del tracciato. La lunghezza di questa conformazione era di 3.275 metri. Questa nuova versione però veniva considerata più pericolosa della precedente, per la sua più alta velocità.
La Lotus affidò nuovamente a Elio De Angelis il modello 93T, spinto da un motore turbo della Renault. Nel gran premio precedente il pilota romano aveva solo affrontato le prove con tale vettura, ma non la gara. Per questo cambio di vettura era stato anche squalificato. La Renault, dal suo canto, fece esordire la RE40, affidata al solo Alain Prost.

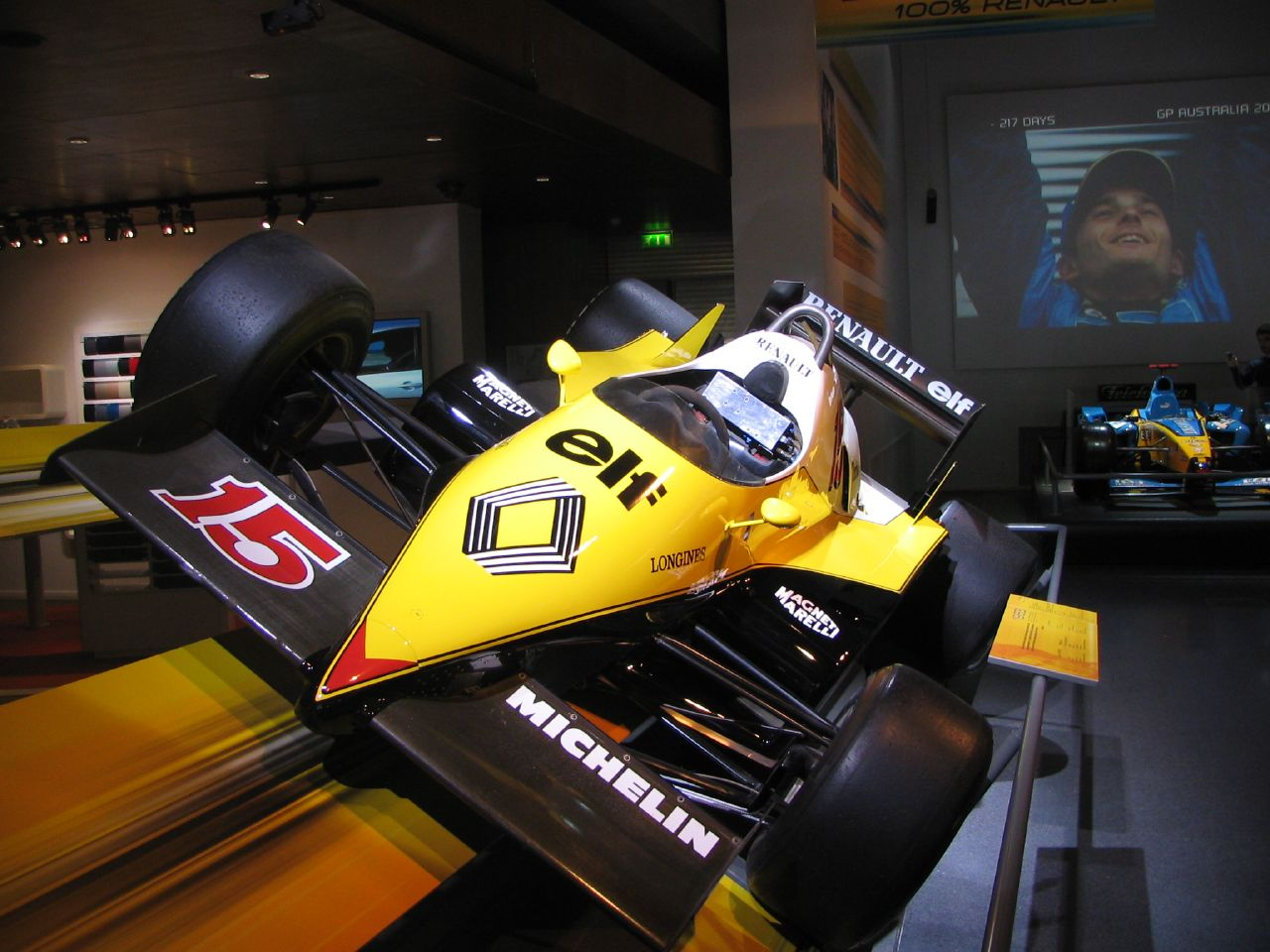
La Renault portò all'esordio la RE40.

### Aspetti sportivi
Alan Jones riprese il suo volante all'Arrows, ove era stato sostituito da Chico Serra nella prima gara in Brasile, in quanto ancora convalescente per una caduta da cavallo. Jones, che aveva vinto il titolo nel 1980, rientrava nella massima formula dopo un anno di assenza. La sua ultima gara era stato il Gran Premio di Las Vegas 1981 (tra l'altro vinto dall'australiano), disputato con la Williams. Il contratto era a gettone, e avrebbe dovuto essere rinegoziato dopo la gara di Imola. Per saggiare la sua condizione, l'australiano effettuò dei test, nei giorni precedenti la gara, presso il circuito di Willow Springs. Jones aveva già comunque annunciato di volersi nuovamente ritirare dalle competizioni, al termine della stagione 1983.
La tenuta futura della gara venne messe in forte dubbio per gli alti costi di organizzazione. Ai 1,75 milioni di dollari chiesti dalla FOCA per correre a Long Beach, si aggiungevano le spese di trasporto, garantite dagli organizzatori, e i costi per la preparazione del tracciato, che facevano salire a 3,6 milioni di dollari la spesa per la tenuta del gran premio.
Il gran premio, definito degli Stati Uniti-Ovest, era formalmente conosciuto anche come Gran Premio di Long Beach. Nella stessa stagione, infatti, gli USA ospitarono anche un'altra gara valida per il mondiale, il Gran Premio degli USA-Est a Detroit.
Nelle prime prove libere il più rapido fu Michele Alboreto della Tyrrell, che chiuse con 1'29"92, tempo non confrontabile col 1'27"316, ottenuto dal poleman Andrea De Cesaris l'anno precedente, vista la modifica subita dal tracciato. Al secondo posto si classificò Alain Prost, mentre terzo fu Roberto Guerrero della Theodore. I piloti lamentarono la sconnessione della pista al termine del nuovo rettilineo, che faceva sobbalzare le monoposto.

## Qualifiche

### Resoconto
Nella prima giornata di prove ufficiali il tempo migliore fu fatto segnare da René Arnoux della Ferrari, con 1'26"935. Il francese precedette altri due suoi connazionali, Alain Prost (di oltre un secondo e mezzo) e Patrick Tambay (suo compagno di scuderia). Alboreto si confermò quanto meno il più rapido dei piloti che conducevano vetture non dotate di motore turbo, chiudendo al quinto posto, davanti a Johnny Cecotto. A questa prima sessione non presero parte le Toleman, in quanto le vetture, nel corso delle libere, avevano rotto le sospensioni posteriori, a causa degli avvallamenti presenti sulla Seaside Way.
Nella notte tra venerdì e sabato i tecnici riuscirono ad eliminare gli avvallamenti che si erano presentati sulla pista. Ciò però non limitò il numero di rotture che le vetture subirono nel corso della sessione di prove libere del sabato mattina. Incidenti vennero subiti da Tambay, Alboreto e Cecotto. Il tempo più rapido del mattino fu Jacques Laffite, comunque lontano dal crono registrato al venerdì da Arnoux. La Toleman partecipò alla sessione col solo Derek Warwick.
Nella sessione del sabato l'altro ferrarista Patrick Tambay fu capace di strappare la pole position a René Arnoux, che comunque chiuse secondo. Per Tambay fu la prima pole nel mondiale di Formula 1, il sessantaquattresimo pilota diverso dall'inizio della storia del campionato. La Scuderia Ferrari monopolizzò così la prima fila, per la prima volta dal Gran Premio di Monaco 1979. La seconda fila fu invece ad appannaggio delle due Williams. A questa sessione presero parte entrambe le Toleman, con Derek Warwick capace di spuntare il sesto tempo. Le due Osella furono le sole due monoposto a non riuscire a qualificarsi.

### Risultati
I risultati delle qualifiche furono i seguenti:
| Pos                     | Nº | Pilota             | Costruttore             | Tempo    | Griglia |
| ----------------------- | -- | ------------------ | ----------------------- | -------- | ------- |
| 1                       | 27 | Patrick Tambay     | Ferrari                 | 1'26"117 | 1       |
| 2                       | 28 | René Arnoux        | Ferrari                 | 1'26"935 | 2       |
| 3                       | 1  | Keke Rosberg       | Williams-Ford Cosworth  | 1'27"145 | 3       |
| 4                       | 2  | Jacques Laffite    | Williams-Ford Cosworth  | 1'27"818 | 4       |
| 5                       | 11 | Elio De Angelis    | Lotus-Renault           | 1'27"982 | 5       |
| 6                       | 35 | Derek Warwick      | Toleman-Hart            | 1'28"130 | 6       |
| 7                       | 3  | Michele Alboreto   | Tyrrell-Ford Cosworth   | 1'28"425 | 7       |
| 8                       | 15 | Alain Prost        | Renault                 | 1'28"558 | 8       |
| 9                       | 4  | Danny Sullivan     | Tyrrell-Ford Cosworth   | 1'28"833 | 9       |
| 10                      | 25 | Jean-Pierre Jarier | Ligier-Ford Cosworth    | 1'28"913 | 10      |
| 11                      | 6  | Riccardo Patrese   | Brabham-BMW             | 1'28"958 | 11      |
| 12                      | 30 | Alan Jones         | Arrows-Ford Cosworth    | 1'29"112 | 12      |
| 13                      | 12 | Nigel Mansell      | Lotus-Ford Cosworth     | 1'29"167 | 13      |
| 14                      | 36 | Bruno Giacomelli   | Toleman-Hart            | 1'29"266 | 14      |
| 15                      | 16 | Eddie Cheever      | Renault                 | 1'29"422 | 15      |
| 16                      | 29 | Marc Surer         | Arrows-Ford Cosworth    | 1'29"521 | 16      |
| 17                      | 34 | Johnny Cecotto     | Theodore-Ford Cosworth  | 1'29"559 | 17      |
| 18                      | 33 | Roberto Guerrero   | Theodore-Ford Cosworth  | 1'29"585 | 18      |
| 19                      | 22 | Andrea De Cesaris  | Alfa Romeo              | 1'29"603 | 19      |
| 20                      | 5  | Nelson Piquet      | Brabham-BMW             | 1'30"034 | 20      |
| 21                      | 23 | Mauro Baldi        | Alfa Romeo              | 1'30"070 | 21      |
| 22                      | 7  | John Watson        | McLaren-Ford Cosworth   | 1'30"100 | 22      |
| 23                      | 8  | Niki Lauda         | McLaren-Ford Cosworth   | 1'30"188 | 23      |
| 24                      | 9  | Manfred Winkelhock | ATS-BMW                 | 1'30"220 | 24      |
| 25                      | 17 | Eliseo Salazar     | RAM March-Ford Cosworth | 1'31"126 | 25      |
| 26                      | 26 | Raul Boesel        | Ligier-Ford Cosworth    | 1'31"759 | 26      |
| Vetture non qualificate |    |                    |                         |          |         |
| NQ                      | 31 | Corrado Fabi       | Osella-Ford Cosworth    | 1'31"901 | NQ      |
| NQ                      | 32 | Piercarlo Ghinzani | Osella-Ford Cosworth    | 1'32"182 | NQ      |

## Gara

### Resoconto
Patrick Tambay mantenne il comando al via della gara; Keke Rosberg, partito dalla seconda fila, cercò subito di infilarsi dietro al duo francese della Ferrari: il finnico toccò anche la vettura di René Arnoux. Quest'ultimo scese in quarta posizione, preceduto, oltre che da Rosberg, anche da Jacques Laffite.
Dietro s'installarono le due Tyrrell e le due Renault. Rosberg fu autore di un testacoda nel corso del primo giro, nel tentativo di passare Tambay, ma poté proseguire, mantenendo la posizione. Sempre nel corso del primo giro Arnoux dovette cedere una posizione anche a Michele Alboreto.
Nel secondo giro Danny Sullivan, sesto, fu passato da Riccardo Patrese. Lo statunitense, il giro seguente, perse altre due posizioni, venendo sopravanzato dalle Renault. Alain Prost, penalizzato da un problema all'accensione, perse però diverse posizioni, fino a quando, al sedicesimo passaggio, si portò ai box per il cambio gomme. Anche Arnoux fu penalizzato dal decadimento degli pneumatici, e retrocesse in classifica.
Al giro 16 perciò la classifica, sempre guidata da Patrick Tambay, vedeva al secondo posto Keke Rosberg, seguito da Jacques Laffite, Michele Alboreto, Eddie Cheever, Riccardo Patrese, Jean-Pierre Jarier e René Arnoux. Anche l'altro pilota della Renault, Cheever, si recò al cambio gomme, ma trovò i meccanici ancora impegnati con Prost, e così fu costretto a proseguire la gara, ma ormai fuori dalla zona dei punti.
Le prime sei vetture erano racchiuse in uno spazio ridotto, con Rosberg che pressava Tambay, essendo a sua volta pressato da Laffite. Al ventiduesimo giro Jean-Pierre Jarier centrò la vettura di Alboreto, in un tentativo di sorpasso: il milanese fu costretto ai box con una sospensione danneggiata. Al ventiseiesimo giro Rosberg tentò l'attacco a Tambay, i due andarono a contatto, col francese che finì in testacoda, fermandosi in mezzo al tracciato. Rosberg riuscì a evitare la vettura di Tambay ma, giunto all'ultima chicane, si trovò sia la vettura di Jacques Laffite che quella di Jean-Pierre Jarier (che aveva passato Patrese) molto vicine. Prima collisero le due Williams, poi la vettura di Rosberg venne colpita da quella di Jarier, finendo a muro. Il finnico si ritirò subito, e poco dopo anche Jarier dovette abbandonare la gara con un alettone danneggiato.
La gara vedeva ora al comando Jacques Laffite, seguito da Riccardo Patrese, Marc Surer e il duo della McLaren Niki Lauda-John Watson, che pur essendo partiti dalla retrovie, avevano sfruttato i molti ritiri e i pit stop degli altri concorrenti per risalire la graduatoria.
Già al ventottesimo passaggio i due della McLaren passarono anche Surer, mentre cinque giri dopo Watson, al termine della Shoreline Drive, sorpassava Lauda, ponendosi in terza posizione. Dietro Johnny Cecotto aveva la meglio su Surer, posizionandosi quinto.
Al giro 44, sfruttando un errore di Patrese, sia Watson che Lauda, passarono davanti al padovano, e solo un giro dopo, con Laffite in crisi con gli pneumatici, si trovarono a condurre. Il francese della Williams fu poi facile preda anche di Patrese al giro 52. Anche Cecotto perse alcune posizioni (sulla Theodore si era allentata la leva del cambio), a favore di Cheever, Arnoux e Surer.
René Arnoux, era risalito in zona punti, dopo essere sceso in classifica per un secondo cambio gomme, e si trovò a lottare con Cheever per la quinta piazza. I due si avvicinarono a Laffite al giro 67, e il ferrarista fu capace di passare entrambi e porsi in quarta posizione: anche Eddie Cheever passò Laffite. Un giro dopo però Cheever fu costretto al ritiro per un guasto al cambio. A tre giri dal termine la classifica mutò ancora per il ritiro di Patrese, che era terzo.
Nella parte finale della gara Niki Lauda soffrì di crampi e non fu capace di attaccare John Watson, che così vinse per la quinta e ultima volta nel mondiale. Nessuno è mai riuscito a vincere una gara valida per il mondiale di F1 partendo così arretrato come il nordirlandese, ventiduesimo. René Arnoux completò il podio. Johnny Cecotto chiuse sesto, primo pilota venezuelano a punti in una gara valida per il mondiale. Lauda non solo centrò il secondo podio di fila ad inizio stagione e grazie al secondo posto a long beach ritornò in testa al campionato dopo un digiuno di 6 anni dal 1977.

### Risultati
I risultati del gran premio furono i seguenti:
| Pos | No | Pilota             | Costruttore             | Giri | Tempo/Ritiro             | Pos. Griglia | Punti |
| --- | -- | ------------------ | ----------------------- | ---- | ------------------------ | ------------ | ----- |
| 1   | 7  | John Watson        | McLaren-Ford Cosworth   | 75   | 1h53'34"889              | 22           | 9     |
| 2   | 8  | Niki Lauda         | McLaren-Ford Cosworth   | 75   | + 27"993                 | 23           | 6     |
| 3   | 28 | René Arnoux        | Ferrari                 | 75   | + 1'13"638               | 2            | 4     |
| 4   | 2  | Jacques Laffite    | Williams-Ford Cosworth  | 74   | + 1 giro                 | 4            | 3     |
| 5   | 29 | Marc Surer         | Arrows-Ford Cosworth    | 74   | + 1 giro                 | 16           | 2     |
| 6   | 34 | Johnny Cecotto     | Theodore-Ford Cosworth  | 74   | + 1 giro                 | 17           | 1     |
| 7   | 26 | Raul Boesel        | Ligier-Ford Cosworth    | 73   | + 2 Giri                 | 26           |       |
| 8   | 4  | Danny Sullivan     | Tyrrell-Ford Cosworth   | 73   | + 2 giri                 | 9            |       |
| 9   | 3  | Michele Alboreto   | Tyrrell-Ford Cosworth   | 73   | + 2 giri                 | 7            |       |
| 10  | 6  | Riccardo Patrese   | Brabham-BMW             | 72   | Distribuzione            | 11           |       |
| 11  | 15 | Alain Prost        | Renault                 | 72   | + 3 giri                 | 8            |       |
| 12  | 12 | Nigel Mansell      | Lotus-Ford Cosworth     | 72   | + 3 giri                 | 13           |       |
| 13  | 16 | Eddie Cheever      | Renault                 | 67   | Cambio                   | 15           |       |
| Rit | 30 | Alan Jones         | Arrows-Ford Cosworth    | 58   | Problemi fisici          | 12           |       |
| Rit | 5  | Nelson Piquet      | Brabham-BMW             | 51   | Acceleratore             | 20           |       |
| Rit | 22 | Andrea De Cesaris  | Alfa Romeo              | 48   | Cambio                   | 19           |       |
| Rit | 11 | Elio De Angelis    | Lotus-Renault           | 29   | Tenuta di strada         | 5            |       |
| Rit | 33 | Roberto Guerrero   | Theodore-Ford Cosworth  | 27   | Cambio                   | 18           |       |
| Rit | 25 | Jean-Pierre Jarier | Ligier-Ford Cosworth    | 26   | Collisione con K.Rosberg | 10           |       |
| Rit | 36 | Bruno Giacomelli   | Toleman-Hart            | 26   | Batteria                 | 14           |       |
| Rit | 23 | Mauro Baldi        | Alfa Romeo              | 26   | Testacoda                | 21           |       |
| Rit | 27 | Patrick Tambay     | Ferrari                 | 25   | Collisione con K.Rosberg | 1            |       |
| Rit | 1  | Keke Rosberg       | Williams-Ford Cosworth  | 25   | Collisione con P.Tambay  | 3            |       |
| Rit | 17 | Eliseo Salazar     | RAM March-Ford Cosworth | 25   | Cambio                   | 25           |       |
| Rit | 35 | Derek Warwick      | Toleman-Hart            | 11   | Testacoda                | 6            |       |
| Rit | 9  | Manfred Winkelhock | ATS-BMW                 | 3    | Incidente                | 24           |       |
| NQ  | 31 | Corrado Fabi       | Osella-Ford Cosworth    |      |                          |              |       |
| DNQ | 32 | Piercarlo Ghinzani | Osella-Ford Cosworth    |      |                          |              |       |

## Classifiche

### Piloti
| Pos. | Pilota          | Punti |
| ---- | --------------- | ----- |
| 1    | Niki Lauda      | 10    |
| 2    | Nelson Piquet   | 9     |
| =    | John Watson     | 9     |
| 4    | Jacques Laffite | 6     |
| 5    | René Arnoux     | 4     |
| 6    | Marc Surer      | 3     |
| 7    | Patrick Tambay  | 2     |
| 8    | Johnny Cecotto  | 1     |

### Costruttori
| Pos. | Team                   | Punti |
| ---- | ---------------------- | ----- |
| 1    | McLaren-Ford Cosworth  | 19    |
| 2    | Brabham-BMW            | 9     |
| 3    | Ferrari                | 6     |
| 4    | Williams-Ford Cosworth | 6     |
| 5    | Arrows-Ford Cosworth   | 3     |
| 6    | Theodore-Ford Cosworth | 1     |